# Trzecia Fala
Trzecia Fala (The Third Wave) – eksperyment socjologiczny, mający udowodnić, że nawet demokratyczne społeczeństwa nie są odporne na wpływy totalitaryzmu. Przeprowadził go wiosną 1967 roku Ron Jones, nauczyciel historii w Cubberley High School w Palo Alto w Kalifornii.

## Przebieg
Podczas zajęć z historii najnowszej uczniowie Jonesa nie mogli pojąć, w jaki sposób cywilizowane społeczeństwo niemieckie zaczęło masowo popierać nazistów. Nauczyciel postanowił im pokazać ten mechanizm za pomocą eksperymentu.
Pierwszego dnia eksperymentu Jones wprowadził proste reguły porządkowe: uczniowie mieli siedzieć prosto, ręce trzymając założone na plecy, a stopy postawione płasko na podłodze; zwracać się do niego wyłącznie rozpoczynając „Mr. Jones” (poprzednio mogli mówić mu po imieniu), a na pytania odpowiadać maksymalnie w trzech słowach.
Następnego dnia Jones zakomunikował uczniom, że powołał ruch społeczny „Trzecia Fala”. Nazwa miała wywodzić się od rzekomej zasady, że podczas ruchów falowych w serii najsilniejsza jest zwykle trzecia fala. Ruch miał faworyzować dobro ogółu, eliminując porządki demokratyczne, które przywiązują zbyt dużą wagę do potrzeb jednostki. Za motto ruchu przyjęto hasła: „Siła przez dyscyplinę, siła przez wspólnotę, siła przez działanie, siła przez dumę” („Strength through discipline, strength through community, strength through action, strength through pride”), które uczniowie często skandowali. Ustalono gest salutowania zbliżony do faszystowskiego, którym uczniowie mieli się pozdrawiać także poza szkołą.
Trzeciego dnia Jones rozdał uczniom legitymacje członkowskie. Na trzech z nich zaznaczył czerwony znak X, a ci, którzy je otrzymali, mieli informować o nieprzestrzeganiu zasad przez innych. Zabronione było gromadzenie się więcej niż trzech członków grupy. W klasie pojawili się nowi uczniowie, chcący przystąpić do ruchu, na koniec dnia grupa liczyła ok. 200 osób. Pojawiły się zachowania nienarzucone przez prowadzącego – członkowie Trzeciej Fali samorzutnie zaczęli donosić na uczniów, którzy łamią zasady. Osoby te zostały usunięte z klasy do biblioteki szkolnej, a członkowie ruchu zaczęli się wręcz nad nimi znęcać. Samorzutnie powołano też ochronę osobistą Jonesa.
Czwartego dnia Jones stwierdził, że eksperyment zaczyna wymykać się spod kontroli i postanowił go zakończyć. Oznajmił w tym celu uczniom, że Trzecia Fala jest częścią ogólnokrajowego ruchu politycznego, a następnego dnia w szkole odbędzie się wiec, na którym będzie ogłoszony program polityczny nowej partii oraz przedstawione przemówienie kandydata na prezydenta. Przypadkiem w tygodniku "Time" pojawiła się całostronicowa reklama produktów, określonych jako „Trzecia Fala”, co uwiarygodniło przemówienie Jonesa.
W piątek tłumnie zgromadzona młodzież usłyszała, że ruch Trzeciej Fali był fikcyjny i miał służyć unaocznieniu jak możliwe jest wcielenie w życie idei totalitarnych w rozwiniętych społeczeństwach demokratycznych.

## Eksperyment w popkulturze
W 2008 r. w Niemczech nakręcono film fabularny „Die Welle” („Fala”). W 2010 r. w San Francisco wystawiono musical „The Wave” („Fala”).
Eksperyment został przedstawiony także na filmie dokumentalnym z 2010 roku „Lesson Plan: The Story of the Third Wave” („Plan lekcji: Historia trzeciej fali”), autorstwa Philipa Neela, jednego z uczestników wydarzeń.